# HMS Visigoth (P76)
Le HMS Visigoth (pennant number : P76) est un sous-marin de classe V de la Royal Navy

## Engagements
Le HMS Visigoth fut commandé le 5 décembre 1941 et construit par Vickers-Armstrongs à Barrow-in-Furness au Royaume-Uni. Sa quille est posée le 15 février 1943, il est lancé le 30 novembre 1943 et mis en service le 9 mars 1944,. Son nom est la forme anglaise de Wisigoth. Et de fait, son insigne représentait une épée à demi cachée derrière un bouclier rond surmonté d'un casque orné d'ailes, évoquant les armes de ces barbares germaniques.
Le 24 septembre 1944, le HMS Visigoth endommage deux voiliers par ses tirs dans le port de Strati, (Crète), en Grèce.
Le HMS Visigoth a été vendu pour la ferraille en mars 1949 et démoli à Hayle (Cornouailles) en avril 1950.